# Ester Ledecká
Ester Ledecká (ur. 23 marca 1995 w Pradze) – czeska snowboardzistka oraz narciarka alpejska. Mistrzyni olimpijska w narciarstwie alpejskim i snowboardzie. Pierwsza kobieta, która na jednych zimowych igrzyskach zdobyła złote medale w dwóch różnych dyscyplinach. Dwukrotna mistrzyni świata w snowboardzie oraz trzykrotna zdobywczyni Pucharu Świata w snowboardzie.

## Kariera
Po raz pierwszy na arenie międzynarodowej pojawiła się 21 stycznia 2012 roku w Zillertal, gdzie w zawodach Pucharu Europy zajęła dwunaste miejsce w gigancie równoległym. W marcu 2013 roku wystartowała na mistrzostwach świata juniorów w Erzurum, zdobywając złote medale w obu konkurencjach równoległych. W zawodach Pucharu Świata zadebiutowała 21 grudnia 2012 roku w Carezzie, zajmując trzynaste miejsce w gigancie równoległym. Tym samym już w swoim debiucie wywalczyła pierwsze pucharowe punkty. Pierwszy raz na podium zawodów tego cyklu stanęła 10 stycznia 2014 roku w Bad Gastein, kończąc slalom równoległy na drugiej pozycji. W zawodach tych rozdzieliła Patrizię Kummer ze Szwajcarii i Austriaczkę Marion Kreiner. Najlepsze wyniki w Pucharze Świata osiągnęła w sezonie 2015/2016, kiedy to zwyciężyła w klasyfikacji generalnej PAR. Ponadto była też najlepsza w klasyfikacji PGS i druga w klasyfikacji PSL. Triumf w klasyfikacji generalnej odniosła także w sezonie 2016/2017, tym razem zajmując drugie miejsce w klasyfikacji PSL i trzecie w PGS. Kolejne zwycięstwa w klasyfikacji generalnej PAR i PGS odniosła w sezonie 2017/2018 oraz 2018/2019.
W 2014 roku wystartowała na igrzyskach olimpijskich w Soczi, zajmując szóste miejsce w slalomie równoległym i siódme w gigancie równoległym. Podczas mistrzostw świata w Kreischbergu w 2015 roku zdobyła złoty medal w slalomie równoległym, wyprzedzając Austriaczki Julię Dujmovits i Marion Kreiner. Następnie wygrała giganta równoległego na mistrzostwach świata w Sierra Nevada w 2017 roku. Na tych samych mistrzostwach była też druga w slalomie równoległym, rozdzielając Danielę Ulbing z Austrii i Rosjankę Alonę Zawarziną. W 2018 roku podczas igrzysk olimpijskich w Pjongczangu zdobyła złoty medal w slalomie równoległym, wyprzedzając Niemki Selinę Jörg i Ramonę Theresię Hofmeister.
Od 2016 roku zaczęła startować w zawodach narciarstwa alpejskiego. W zawodach Pucharu Świata zadebiutowała 6 lutego 2015 roku w Garmisch-Partenkirchen, zajmując 24. miejsce w zjeździe. Tym samym już w swoim debiucie wywalczyła pierwsze pucharowe punkty. W 2017 roku wystąpiła na mistrzostwach świata w Sankt Moritz, gdzie zajęła między innymi 20. miejsce w superkombinacji i 21. miejsce w zjeździe. Rok później brała udział w igrzyskach olimpijskich w Pjongczangu, gdzie zwyciężyła w supergigancie. W zawodach tych wyprzedziła Austriaczkę Annę Veith i Tinę Weirather z Liechtensteinu. Medal ten powszechnie był uznany za wielką sensację. Już samo zakwalifikowanie się przez nią do igrzysk olimpijskich w konkurencji narciarskiej było wydarzeniem – nikt wcześniej nie wystąpił na igrzyskach i w snowboardzie, i w narciarstwie alpejskim. Podczas mistrzostw świata w Cortinie d’Ampezzo w 2021 roku była czwarta w zjeździe i supergigancie. Na igrzyskach olimpijskich w Pekinie w 2022 roku nie obroniła tytułu olimpijskiego, zajmując tym razem piąte miejsce w supergigancie. Zajęła tam również czwarte miejsce w superkombinacji i 27. miejsce w zjeździe. W sezonie 2019/2020 zajęła drugie miejsce w klasyfikacji zjazdu, a w sezonie 2021/2022 była trzecia. Na mistrzostwach świata w Saalbach w 2025 roku wywalczyła brązowy medal w zjeździe. Wyprzedziły ją jedynie Breezy Johnson z USA i Austriaczka Mirjam Puchner.

## Rodzina
Jej matka Zuzana była łyżwiarką figurową, ojciec Janek Ledecký piosenkarzem i gitarzystą. Jej dziadek Jan Klapáč był hokeistą, dwukrotnym medalistą igrzysk olimpijskich.

## Osiągnięcia w snowboardzie

### Igrzyska olimpijskie
| Miejsce | Dzień     | Rok  | Miejscowość | Konkurencja       | Zwyciężczyni    |
| ------- | --------- | ---- | ----------- | ----------------- | --------------- |
| 7.      | 19 lutego | 2014 | Soczi       | Gigant równoległy | Patrizia Kummer |
| 6.      | 22 lutego | 2014 | Soczi       | Slalom równoległy | Julia Dujmovits |
| 1.      | 24 lutego | 2018 | Pjongczang  | Gigant równoległy | –               |
| 1.      | 8 lutego  | 2022 | Pekin       | Gigant równoległy | –               |

### Mistrzostwa świata
| Miejsce | Dzień       | Rok  | Miejscowość   | Konkurencja       | Zwyciężczyni              |
| ------- | ----------- | ---- | ------------- | ----------------- | ------------------------- |
| 33.     | 19 stycznia | 2011 | La Molina     | Gigant równoległy | Alona Zawarzina           |
| 40.     | 21 stycznia | 2011 | La Molina     | Slalom równoległy | Hilde-Katrine Engeli      |
| 16.     | 25 stycznia | 2013 | Stoneham      | Gigant równoległy | Isabella Laböck           |
| 17.     | 27 stycznia | 2013 | Stoneham      | Slalom równoległy | Jekatierina Tudiegieszewa |
| 1.      | 22 stycznia | 2015 | Kreischberg   | Slalom równoległy | -                         |
| 5.      | 23 stycznia | 2015 | Kreischberg   | Gigant równoległy | Claudia Riegler           |
| 2.      | 15 marca    | 2017 | Sierra Nevada | Slalom równoległy | Daniela Ulbing            |
| 1.      | 16 marca    | 2017 | Sierra Nevada | Gigant równoległy | -                         |
| DNS     | 1 marca     | 2021 | Rogla         | Gigant równoległy | Selina Jörg               |

### Puchar Świata

#### Miejsca w klasyfikacji generalnej
- sezon 2012/2013: 15.
- sezon 2013/2014: 2.
- sezon 2014/2015: 3.
- sezon 2015/2016: 1.
- sezon 2016/2017: 1.
- sezon 2017/2018: 1.
- sezon 2018/2019: 1.
- sezon 2019/2020: 17.
- sezon 2020/2021: 23.
- sezon 2021/2022: 15.
- sezon 2022/2023: 18.
- sezon 2023/2024: 13.
- sezon 2024/2025:

#### Zwycięstwa w zawodach
1. Rogla – 18 stycznia 2014 (gigant równoległy)
2. Bad Gastein – 9 stycznia 2015 (slalom równoległy)
3. Sudelfeld – 7 lutego 2015 (gigant równoległy)
4. Carezza – 12 grudnia 2015 (gigant równoległy)
5. Rogla – 23 stycznia 2016 (gigant równoległy)
6. Kayseri – 27 lutego 2016 (gigant równoległy)
7. Carezza – 17 grudnia 2016 (slalom równoległy)
8. Rogla – 28 stycznia 2017 (gigant równoległy)
9. Kayseri – 4 marca 2017 (gigant równoległy)
10. Carezza – 14 grudnia 2017 (gigant równoległy)
11. Cortina d’Ampezzo – 15 grudnia 2017 (gigant równoległy)
12. Lackenhof – 5 stycznia 2018 (gigant równoległy)
13. Rogla – 20 stycznia 2018 (gigant równoległy)
14. Bansko – 26 stycznia 2018 (gigant równoległy)
15. Scuol – 10 marca 2018 (gigant równoległy)
16. Cortina d’Ampezzo – 15 grudnia 2018 (gigant równoległy)
17. Pjongczang – 16 lutego 2019 (gigant równoległy)
18. Rogla – 18 stycznia 2020 (gigant równoległy)
19. Cortina d’Ampezzo – 12 grudnia 2020 (gigant równoległy)
20. Cortina d’Ampezzo – 18 grudnia 2021 (gigant równoległy)
21. Berchtesgaden – 18 marca 2023 (slalom równoległy)
22. Pamporowo – 20 stycznia 2024 (slalom równoległy)
23. Pamporowo – 21 stycznia 2024 (slalom równoległy)
24. Winterberg – 9 marca 2024 (slalom równoległy)
25. Mylin – 30 listopada 2024 (gigant równoległy)

#### Pozostałe miejsca na podium w zawodach
1. Bad Gastein – 10 stycznia 2014 (slalom równoległy) – 2. miejsce
2. Bad Gastein – 12 stycznia 2014 (slalom równoległy) – 3. miejsce
3. Asahikawa – 28 lutego 2015 (gigant równoległy)  – 3. miejsce
4. Moskwa – 30 stycznia 2016 (slalom równoległy) – 3. miejsce
5. Carezza – 15 grudnia 2016 (gigant równoległy) – 2. miejsce
6. Kayseri – 3 marca 2018 (gigant równoległy) – 2. miejsce
7. Carezza – 13 grudnia 2018 (gigant równoległy) – 2. miejsce
8. Pjongczang – 17 lutego 2019 (gigant równoległy) – 3. miejsce
9. Secret Garden – 23 lutego 2019 (gigant równoległy)  – 2. miejsce
10. Scuol – 9 marca 2019 (gigant równoległy) – 2. miejsce
11. Bad Gastein – 14 stycznia 2020 (slalom równoległy) – 2. miejsce
12. Carezza – 16 grudnia 2021 (gigant równoległy) – 2. miejsce
13. Rogla – 15 marca 2023 (gigant równoległy) – 2. miejsce

- W sumie (25 zwycięstw, 9 drugich i 4 trzecie miejsca).

## Osiągnięcia w narciarstwie alpejskim

### Igrzyska olimpijskie
| Miejsce | Dzień     | Rok  | Miejscowość | Konkurencja     | Czas biegu | Strata | Zwyciężczyni     |
| ------- | --------- | ---- | ----------- | --------------- | ---------- | ------ | ---------------- |
| 23.     | 15 lutego | 2018 | Pjongczang  | Gigant          | 2:20,02    | +4,67  | Mikaela Shiffrin |
| 1.      | 17 lutego | 2018 | Pjongczang  | Supergigant     | 1:21,11    | –      | –                |
| 5.      | 11 lutego | 2022 | Pekin       | Supergigant     | 1:13,51    | +0,43  | Lara Gut-Behrami |
| 27.     | 15 lutego | 2022 | Pekin       | Zjazd           | 1:31,87    | +6,31  | Corinne Suter    |
| 4.      | 17 lutego | 2022 | Pekin       | Superkombinacja | 2:25,67    | +2,65  | Michelle Gisin   |

### Mistrzostwa świata
| Miejsce | Dzień     | Rok  | Miejscowość       | Konkurencja     | Czas biegu | Strata | Zwyciężczyni       |
| ------- | --------- | ---- | ----------------- | --------------- | ---------- | ------ | ------------------ |
| 29.     | 7 lutego  | 2017 | Sankt Moritz      | Supergigant     | 1:32,34    | +3,05  | Nicole Schmidhofer |
| 20.     | 10 lutego | 2017 | Sankt Moritz      | Superkombinacja | 1:58,88    | +3,24  | Wendy Holdener     |
| 21.     | 12 lutego | 2017 | Sankt Moritz      | Zjazd           | 1:32,85    | +2,11  | Ilka Štuhec        |
| 37.     | 16 lutego | 2017 | Sankt Moritz      | Gigant          | 2:05,55    | +7,60  | Tessa Worley       |
| 27.     | 5 lutego  | 2019 | Åre               | Supergigant     | 1:04,89    | +2,80  | Mikaela Shiffrin   |
| 15.     | 8 lutego  | 2019 | Åre               | Superkombinacja | 2:02,13    | +2,90  | Wendy Holdener     |
| 17.     | 10 lutego | 2019 | Åre               | Zjazd           | 1:01,74    | +1,17  | Ilka Štuhec        |
| 4.      | 11 lutego | 2021 | Cortina d’Ampezzo | Supergigant     | 1:25,51    | +0,53  | Lara Gut-Behrami   |
| 4.      | 13 lutego | 2021 | Cortina d’Ampezzo | Zjazd           | 1:34,27    | +0,44  | Corinne Suter      |
| 8.      | 15 lutego | 2021 | Cortina d’Ampezzo | Superkombinacja | 2:07,22    | +4,12  | Mikaela Shiffrin   |
| 7.      | 6 lutego  | 2025 | Saalbach          | Supergigant     | 1:20,47    | +0,63  | Stephanie Venier   |
| 3.      | 6 lutego  | 2025 | Saalbach          | Zjazd           | 1:41,29    | +0,21  | Breezy Johnson     |

### Puchar Świata

#### Miejsca w klasyfikacji generalnej
- sezon 2015/2016: 93.
- sezon 2016/2017: 77.
- sezon 2017/2018: 61.
- sezon 2018/2019: 54.
- sezon 2019/2020: 10.
- sezon 2020/2021: 13.
- sezon 2021/2022: 19.
- sezon 2023/2024: 24.
- sezon 2024/2025: 21.

#### Miejsca na podium chronologicznie
1. Lake Louise – 6 grudnia 2019 (zjazd) – 1. miejsce
2. Garmisch-Partenkirchen – 8 lutego 2020 (zjazd) – 3. miejsce
3. Crans-Montana – 23 lutego 2020 (superkombinacja) – 3. miejsce
4. Val d’Isère – 20 grudnia 2020 (supergigant) – 1. miejsce
5. Crans-Montana – 22 stycznia 2021 (zjazd) – 2. miejsce
6. Cortina d’Ampezzo – 22 stycznia 2022 (zjazd) – 3. miejsce
7. Crans-Montana – 26 lutego 2022 (zjazd) – 1. miejsce
8. Crans-Montana – 27 lutego 2022 (zjazd) – 2. miejsce
9. Kvitfjell – 3 marca 2024 (supergigant) – 3. miejsce
10. Saalbach – 22 marca 2024 (supergigant) – 1. miejsce
11. Altenmarkt – 11 stycznia 2025 (zjazd) – 3. miejsce

## Odznaczenia
- Medal Za Zasługi I Stopnia – 2018[4]